# Vietnam International 2024
Die Vietnam International 2024 im Badminton fanden vom 12. bis zum 17. März 2024 in Hanoi als Ciputra Hanoi - Yonex Sunrise Vietnam International Challenge 2024 statt.

## Sieger und Platzierte
| Disziplin    | Gold                                      | Silber                               | Bronze                                    |
| ------------ | ----------------------------------------- | ------------------------------------ | ----------------------------------------- |
| Herreneinzel | Huang Ping-hsien                          | Cho Geonyeop                         | Eogene Ewe                                |
| Herreneinzel | Huang Ping-hsien                          | Cho Geonyeop                         | Ikhsan Leonardo Imanuel Rumbay            |
| Dameneinzel  | Sim Yu-jin                                | Kim Ga-ram                           | Kim Joo-eun                               |
| Dameneinzel  | Sim Yu-jin                                | Kim Ga-ram                           | Akari Kurihara                            |
| Herrendoppel | Chiu Hsiang-chieh Liu Kuang-heng          | Chiang Chien-wei Wu Hsuan-yi         | Masayuki Onodera Daigo Tanioka            |
| Herrendoppel | Chiu Hsiang-chieh Liu Kuang-heng          | Chiang Chien-wei Wu Hsuan-yi         | Peeratchai Sukphun Pakkapon Teeraratsakul |
| Damendoppel  | Laksika Kanlaha Phataimas Muenwong        | Kokona Ishikawa Mio Konegawa         | Kim Bo-ryeong Lee Yeon-woo                |
| Damendoppel  | Laksika Kanlaha Phataimas Muenwong        | Kokona Ishikawa Mio Konegawa         | Lee Yu-lim Shin Seung-chan                |
| Mixed        | Pakkapon Teeraratsakul Phataimas Muenwong | Amri Syahnawi Indah Cahya Sari Jamil | Chiu Hsiang-chieh Lin Xiao-min            |
| Mixed        | Pakkapon Teeraratsakul Phataimas Muenwong | Amri Syahnawi Indah Cahya Sari Jamil | Ki Dong-ju Lee Yeon-woo                   |